# Marco Arop
Marco Arop, född 20 september 1998, är en kanadensisk friidrottare som tävlar i medeldistanslöpning.

## Karriär
Vid världsmästerskapen i friidrott år 2023 i Budapest vann han guld på 800 meter. Vid världsmästerskapen i friidrott år 2022 tog han brons på samma distans. Vid OS 2024 tog han silver på 800 meter.